# Margaret Forster
Margaret Forster (Carlisle, Anglaterra, 25 de maig de 1938 - 8 de febrer de 2016) va ser una novel·lista, biògrafa, historiadora i crítica literària anglesa, coneguda sobretot per una novel·la de 1965, Georgy Girl, convertida en una exitosa pel·lícula homònima. Va inspirar una cançó d'èxit de The Seekers. Altres èxits van ser una novel·la del 2003, Diary of a Ordinary Woman, biografies de Daphne du Maurier i Elizabeth Barrett Browning, i les seves memòries: Hidden Lives and Precious Lives.

## Primers anys i formació
Forster va néixer a la finca del consell de Raffles a Carlisle, Anglaterra. El seu pare, Arthur Forster, era mecànic o instal·lador de fàbriques, la seva mare, Lilian (nata Hind), una mestressa de casa que havia treballat de secretària o secretària abans del seu matrimoni.
Forster va assistir a Carlisle and County High School for Girls (1949-1956), una escola secundària. Va guanyar una beca oberta per llegir història al Somerville College, Oxford, i es va graduar el 1960. El seu primer treball va ser ensenyar anglès a la Barnsbury Girls 'School d'Islington, al nord de Londres, durant dos anys (1961-1963). Durant aquest temps va començar a escriure, però el seu primer esborrany de novel·la va ser rebutjat.

## Publicacions

### Novel·les
La primera novel·la publicada per Forster, Dames' Delight, basada lliurement en les seves experiències a Oxford, va iniciar la seva carrera com a escriptora el 1964. La segona, publicada l'any següent, va ser un èxit de vendes: Georgy Girl descriu les opcions obertes a una jove obrera de Londres al Swinging London dels anys seixanta. Va ser adaptada com una exitosa pel·lícula del 1966 protagonitzada per Lynn Redgrave com Georgy, amb Charlotte Rampling, Alan Bates i James Mason, per la qual Forster va escriure el guió junt amb Peter Nichols. La cançó principal de la pel·lícula va ser un èxit per als Seekers i més tard va aparèixer als cinquanta primers de les "500 millors cançons pop de tots els temps" de la revista Rolling Stone. El llibre també es va adaptar com a musical de Broadway de curta durada, Georgy, el 1970.
Forster va escriure prolíficament als anys seixanta i setanta, mentre educava tres fills, però més tard va criticar moltes de les seves pròpies novel·les com a "encarregades", sentint que no havia trobat veu fins a la seva novel·la de 1974, La seducció de la senyora Pendlebury. Aquestes primeres novel·les són principalment lleugeres i divertides, impulsades per una trama forta. Una excepció va ser The Travels of Maudie Tipstaff (1967), que presenta la diferència de valors entre generacions en una família de Glasgow.
El tema de les relacions familiars es va fer destacat en les seves obres posteriors. Mare, em pots escoltar? (1979) i Private Papers (1986) tenen un to més fosc. Va abordar temes com mares solteres i joves delinqüents. Ja n'han tingut prou els homes? (1989) recorre la cura de la gent gran i el problema de la malaltia d'Alzheimer, inspirada en el declivi i la mort de la seva sogra per la malaltia. [7] El 1991, ella i el seu marit, Hunter Davies, van contribuir a un episodi de First Sight de la BBC "Quan l'amor no és suficient", explicant la història de Marion Davies; Forster va criticar durament les polítiques governamentals sobre l'atenció a la gent gran. [8]
L'editorial Carmen Callil veu com la millor obra de Forster Lady's Maid (1990), una novel·la històrica sobre Elizabeth Barrett Browning vista a través dels ulls de la seva minyona. Diari d'una dona ordinària (2003), narrat com el diari d'una dona fictícia que viu els grans esdeveniments del segle xx, és tan realista que molts lectors van creure que era un diari autèntic. [7] Altres novel·les posteriors inclouen The Memory Box (1999) i Is There Anything You Want? (2005). La seva última novel·la, How to Measure a Cow, es va publicar el març del 2016.
Forster va publicar més de 25 novel·les. Feminista i socialista de tota la vida, la majoria de les seves obres tracten aquests temes. Callil atribueix a Forster una visió del món "modelada pel seu sentit dels seus orígens de la classe treballadora: la majoria de les seves històries eren sobre la vida de les dones". L'autora Valerie Grove situa les seves novel·les sobre "la vida de les dones i l'engany dins de les famílies".

### Biografies, memòries i altra no-ficció
La no-ficció de Forster incloïa 14 biografies, obres històriques i memòries. Les seves biografies més conegudes són les de la novel·lista Daphne du Maurier (1993) i la poeta Elizabeth Barrett Browning (1988). El primer va ser una exploració innovadora de la sexualitat de l'autor i la seva associació amb Gertrude Lawrence, filmada per la BBC com Daphne el 2007. En la seva biografia de Barrett Browning, Forster recorre a cartes i papers trobats recentment que aporten llum sobre la vida del poeta abans de conèixer-se i fugir amb Robert Browning, substituint el mite d'un poeta invàlid custodiat per un pare semblant a un ogre per una imatge més matisada. d'una dona activa i difícil, còmplice del seu empresonament virtual.
Forster també va escriure biografies ficcionades del novel·lista William Makepeace Thackeray (1978) i de l'artista Gwen John (2006). Significant Sisters (1984) va relatar el creixent moviment feminista a través de la vida de vuit dones britàniques i nord-americanes pioneres: Caroline Norton, Elizabeth Blackwell, Florence Nightingale, Emily Davies, Josephine Butler, Elizabeth Cady Stanton, Margaret Sanger i Emma Goldman. Good Wives (2001) va fer enquestes sobre dones contemporànies i històriques casades amb homes famosos, incloses Mary Livingstone, Fanny Stevenson, Jennie Lee i ella mateixa. Els seus altres escrits històrics inclouen Rich Desserts i Captain's Thin (1997), un relat de la fàbrica de galetes de Carr a Carlisle.
Les dues memòries de Forster basades en els seus antecedents familiars, Hidden Lives: A Family Memoir (1995) i Precious Lives (1998), s'uneixen a un llibre autobiogràfic My Life in Houses (2014). Hidden Lives, basada en la vida de la seva àvia, una criada amb una filla il·legítima secreta, va ser elogiada per la historiadora i crítica Claire Tomalin com "una porció d'història que cal recordar cada vegada que la gent lamenta el món encantador que hem perdut". Frances Osborne la cita com la seva pròpia inspiració per convertir-se en biògrafa: "Em va obrir els ulls a com de fascinant podria ser la història de les dones reals de noies del costat". La seqüela, Precious Lives, va abordar el pare de Forster, a qui segons sembla, no li agradava.

## Radiodifusió, periodisme i altres funcions
Forster es va unir al Comitè assessor de la BBC sobre els efectes socials de la televisió (1975-1977) i al Comitè Literari del Consell d'Arts (1978-1981). Va ser jutge del Premi Booker el 1980. Va ser la principal revisora de no ficció del Evening Standard (1977-1980). Va col·laborar sovint en programes de literatura a la televisió i la BBC Radio 4, i en diaris i revistes. Va ser entrevistada per Sue Lawley per a Desert Island Discs de Radio 4 el 1994.

## Premis
Forster va ser elegit membre de la Royal Society of Literature el 1975. Va guanyar diversos premis per no ficció. Elizabeth Barrett Browning: A Biography va guanyar el premi Heinemann de la Royal Society of Literature (1988), Daphne du Maurier: La vida secreta del famós narrador, el premi del gremi d'escriptors a la millor ficció (1993) i el Fawcett Society Book Prize (1994). Rich Desserts and Captain's Thin: A Family and Their Times 1831–1931 va guanyar el premi Lex de The Global Business Book Award (1998). Precious Lives va guanyar el premi J. R. Ackerley d'Autobiografia (1999).

## Vida personal
Forster va conèixer l'escriptor, periodista i emissor Hunter Davies al seu Carlisle natal quan era adolescent. Es van casar el 1960, just després d'haver acabat la final. El matrimoni va durar fins a la mort de Forster. Es van traslladar a Londres, on Davies va treballar, al principi vivint en un allotjament de lloguer a Hampstead, després comprant i renovant una casa victoriana a Boscastle Road, Dartmouth Park, al nord de Londres, que va continuar sent la seva casa principal.
Després de l'èxit de Georgy Girl a mitjan anys seixanta, Forster va comprar una casa per a la seva mare. La parella va tenir tres fills, un fill i dues filles; Caitlin Davies és autor i periodista. La família va viure durant un temps a l'Algarve, a Portugal, abans de tornar a Londres. També tenien cases a Caldbeck i Loweswater al Lake District.
Va portar una vida una mica tranquil·la, sovint es va negar a assistir a signatures de llibres i altres esdeveniments publicitaris. Entre els seus amics hi havia l'emissora Melvyn Bragg i el dramaturg Dennis Potter. Forster va contreure càncer de mama a la dècada de 1970 i va tenir dues mastectomies. El 2007 es va iniciar un altre diagnòstic de càncer. El 2014 tenia càncer metastàtic, i va morir a causa d'un càncer d'esquena el febrer de 2016.

## Llegat
La Biblioteca Britànica va adquirir l'arxiu Margaret Forster el març de 2018, que consisteix en material relacionat amb les seves obres, correspondència professional i privada i papers personals. Inclou manuscrits i esborranys mecanoscrits de la majoria dels seus treballs publicats i alguns diaris personals.